# Ridgewayia
Ridgewayia är ett släkte av kräftdjur. Ridgewayia ingår i familjen Ridgewayiidae.
Ridgewayia är enda släktet i familjen Ridgewayiidae.
Kladogram enligt Catalogue of Life:
| Ridgewayia | \| \| Ridgewayia gracilis \| \| \| \| \| \| Ridgewayia shoemakeri \| \| \| \| |
|            | \| \| Ridgewayia gracilis \| \| \| \| \| \| Ridgewayia shoemakeri \| \| \| \| |
|            | Ridgewayia gracilis                                                           |
|            |                                                                               |
|            | Ridgewayia shoemakeri                                                         |
|            |                                                                               |